# Euploea sambawana
Euploea sambawana är en fjärilsart som beskrevs av William Doherty 1891. Euploea sambawana ingår i släktet Euploea och familjen praktfjärilar. Inga underarter finns listade i Catalogue of Life.